# Naw Ohn Hla
Naw Ohn Hla (S'gaw Karen: en birmano: နော်အုံးလှ; 5 de agosto de 1962) es una activista del pueblo karen por la democracia, política, defensora de los derechos humanos, la tierra y activista de los derechos medioambientales desde hace décadas. Ha sido activa en hacer campaña contra el proyecto minero de Letpadaung en del norte de Myanmar. Además es secretaria general del Partido de la Unión de nacionalidades de Democracia (UNDP).

## Biografía
Hla es una destacada defensora de los derechos sobre la tierra y de los presos políticos, y ha sido encarcelada en más de diez ocasiones desde 1989, como consecuencia de sus esfuerzos pacíficos por liberar a los presos políticos y ayudar a los monjes budistas durante el levantamiento de 2007. Trabaja por la promoción de los derechos humanos y los derechos medioambientales y también hizo campaña por la liberación de Aung San Suu Kyi mientras la líder de la oposición estaba bajo arresto domiciliario. Ha pedido en repetidas ocasiones la suspensión del proyecto minero de Letpadaung, respaldado por China, en la región birmana de Sagaing. Las comunidades locales se oponen firmemente al proyecto por sus efectos perjudiciales para el medio ambiente. 
En agosto de 2013 fue condenada a dos años de prisión por protestar sin permiso contra la mina de cobre de Letpadaung. El 15 de noviembre de 2013, fue una de las 69 presas políticas liberadas por un indulto del presidente Thein Sein. Sin embargo, Hla vuelve a estar detenida tras ser arrestada por una protesta contra el proyecto minero el 29 de noviembre de 2014, en la que se quemó una bandera china frente a la embajada china en Yangon. Se enfrenta a hasta dos años de cárcel por el caso de la quema de la bandera fue detenida el 30 de diciembre de 2014. Todavía tenía un juicio separado por organizar oraciones en 2007 para la líder de la oposición Aung San Suu Kyi, entonces bajo arresto domiciliario. También se había enfrentado a cargos de violación de la Ley de Reuniones Pacíficas en diferentes tribunales municipales de Yangon (Pabedan, Kyauktada, Latha y Lanmadaw) en relación con la protesta contra la embajada.
El 15 de mayo de 2015, el tribunal del municipio de Dagon, en Yangoon, los declaró culpables y los condenó a cuatro años y cuatro meses de prisión. También fue condenada a cuatro meses de prisión antes de este veredicto el 2 de abril de 2015 por el Tribunal del municipio de Bahan por violar la Ley de Reuniones Pacíficas durante una protesta el 29 de septiembre de 2014. Estaba cumpliendo una condena de seis años y dos meses de prisión en la prisión de Insein por protestar. 
Fue liberada el 17 de abril de 2016 de la prisión de Insein gracias a la amnistía presidencial del presidente Htin Kyaw. .
Es cofundadora de la Red de Mujeres por la Democracia y la Paz (DPWN), con sede en Rangún, que sensibiliza sobre los derechos humanos y los derechos sobre la tierra y también hace campaña contra la violencia doméstica. La DPWN, con sede en Rangún, fue galardonada con un premio N-Peace, en la categoría de "Thinking Outside the Box" en octubre de 2014.
En 2020, se presentó como candidata al puesto de ministra de asuntos étnicos karen del Gobierno de la región de Yangon en las elecciones generales de 2020 en representación del Partido de la Democracia de las Nacionalidades Unidas (PNUD).

## Premios y reconocimientos[8]
El premio N-Peace (Thinking Outside of the Box) (2014).
En 2019, fue galardonada con el premio Karen Women of Courage de la Organización Internacional Karen (IKO) y con un certificado de honor de la Unión Nacional Karen (KNU).